# Yellowhead Mountain
Yellowhead Mountain är ett berg i Kanada.   Det ligger på gränsen mellan provinserna Alberta och British Columbia, i den centrala delen av landet, 3 200 km väster om huvudstaden Ottawa. Toppen på Yellowhead Mountain är 2 488 meter över havet, eller 394 meter över den omgivande terrängen. Bredden vid basen är 7,8 km.
Terrängen runt Yellowhead Mountain är bergig åt sydväst, men åt nordost är den kuperad.Trakten runt Yellowhead Mountain är nära nog obefolkad, med mindre än två invånare per kvadratkilometer.. 
I omgivningarna runt Yellowhead Mountain växer i huvudsak barrskog.